# USA Today
USA Today (često stilizovano velikim slovima) je američki dnevni list srednjeg tržišta i kompanija za emitovanje vesti. Osnovao ga je El Nuhart 15. septembra 1982. godine. Novine deluju iz Ganetovog korporativnog sedišta u Tajsonsu, u Virdžiniji. Ove novine se štampaju na 37 lokacija širom Sjedinjenih Država i na pet dodatnih lokacija u inostranstvu. Dinamičan dizajn lista uticao je na stil lokalnih, regionalnih i nacionalnih novina širom sveta kroz upotrebu sažetih izveštaja, obojenih slika, informativnih grafika i uključivanje priča o popularnoj kulturi, između ostalih posebnih karakteristika.
Sa prosečnim tiražom od 159.233 štampanih izdanja prema podacima iz 2022. bazom od 504.000 digitalnih pretplatnika prema podacima iz 2019. i približnim dnevnim čitalaštvom od 2,6 miliona, USA Today ima najveći tiraž od svih novina u Sjedinjenim Državama. Pokazalo se da održava uglavnom publiku levog centra, u pogledu političkog opredeljenja. USA Today se distribuira u svih 50 država, Vašingtonu i Portoriku, a međunarodno izdanje se distribuira u Aziji, Kanadi, Evropi i na pacifičkim ostrvima.

## Literatura
- Smith, Ernie (28. 9. 2022). „Way back in 1989, USA Today launched an online sports service. I found it at Goodwill”. Nieman Lab.

## Spoljašnje veze
- Zvanični veb-sajt